# Seneschall von Frankreich
Das Amt des Seneschalls von Frankreich war zwischen dem 10. und 12. Jahrhundert das wichtigste unter den Großämtern der Krone Frankreichs. Ursprünglich war der Seneschall das Oberhaupt des königlichen Haushalts, allerdings verließen seine Aufgaben ziemlich bald den Rahmen eines Dieners, um die mächtigste Person des Königreichs nach dem Herrscher selbst zu werden. Insbesondere hatte er die Kontrolle über die königlichen Armeen.
Diese zu große Macht des Seneschall führte dazu, dass das Amt 1191 von König Philipp August nach dem Tod des letzten Amtsinhabers, des Grafen Theobald V. von Blois, aufgelöst wurde.

## Liste der Seneschalle Frankreichs
Die Liste ist infolge des Verlustes der Archive Philipp Augusts und seiner Vorgänger nicht vollständig:
- um 970: Gottfried (Geoffroy) I., † 987, Graf von Anjou
- um 1060: Guillaume
- um 1065: Raoul
- um 1071: Frédéric
- um 1079: Robert
- um 1083: Hugues
- um 1085: Gervais
- 1091/95: Guy II. de Montlhéry († 1108) 1095 Graf von Rochefort, 1104–1107 Schwiegervater des Königs Ludwig VI. (Haus Montlhéry)
- bis 1104: Anseau de Garlande († 1118) Schwiegersohn Guys II. de Montlhéry
- 1104/06: Guy II. de Montlhéry, 2. Mal
- 1106/07: Huges de Crécy († 1147), Sohn Guys II. von Montlhéry
- 1107–18: Anseau de Garlande, 2. Mal
- 1118–20: Guillaume de Garlande, Bruder Anseaus
- 1120–27: Étienne de Garlande, Bruder Anseaus
- 1131: Rudolf I. der Tapfere (Raoul I. le Vaillant), Graf von Vermandois, † 1152
- 1154: Theobald V. der Gute (Thiebaud V. le Bon), Graf von Blois und Chartres, † 1191